# Huevos Rancheros
Huevos Rancheros est un groupe de surf rock canadien, originaire de Calgary, en Alberta. Actif entre 1990 et 2000, Huevos Rancheros joue un mélange musical instrumental de rockabilly, surf, grunge et punk rock.

## Biographie
À l'origine constitué du guitariste Brent Cooper, du bassiste Graham Evans, et du batteur Richie Ranchero, Huevos Rancheros publie un EP six pistes intitulé Huevosaurus, indépendamment en 1990 avant de sortir l'EP Rocket to Nowhere en 1991 au label Estrus Records. À ses débuts, le groupe est souvent considéré comme un mélange de Led Zeppelin et de The Ventures.
Le groupe signe par la suite au label C/Z Records, qui réédite Huevosaurus en 1992, avant de sortir leur premier album, Endsville, en 1993.
En 1995, le groupe signe avec Mint Records. À cette période, Evans quitte le groupe et est remplacé par Tom Kennedy. L'album instrumental Dig In est publié cette même année. En 1998, leur album Get Outta Dodge est nommé pour le prix Juno du meilleur album de musique alternative,.
Après avoir tourné en Europe avec Duotang en 2000, le groupe publie l'album Muerte del toro,. Ils se séparent peu de temps après, mais continuent à jouer occasionnellement pendant des concerts caritatifs. Leur concert de réunion fait participer Evans plutôt que Kennedy à la basse.
Cooper formera le trio instrumental The Ramblin' Ambassadors,.

## Membres

### Formation originale
- Brent J. Cooper - guitare
- Graham Evans - basse
- Richie Lazarowich - batterie, percussions

### 2eformation
- Brent J. Cooper - guitare
- Tom Kennedy - basse
- Richie Lazarowich - batterie, percussions

### 3eformation
- Brent J. Cooper - guitare
- Keith Rose - basse
- Richie Lazarowich - batterie, percussions

## Discography

### Albums studio
- 1993 : Endsville (C/Z Records)
- 1995 : Dig In! (Mint Records)
- 1995 : Longo Weekendo Fiesta (Lucky Records)
- 1996 : Get Outta Dodge (Mint Records)
- 2000 : Muerte del toro (Mint Records)[15]

### EP
- 1990 : Huevosaurus (réédité par C/Z Records en 1992)
- 1991 : Rocket to Nowhere
- 1999 : The Wedge (Mint Records)